# 宾钦高速公路
宾阳－钦州高速公路，简称宾钦高速，广西壮族自治区高速公路命名编号为S43，全长184.76公里，起于南宁市宾阳县，终于钦州市钦南区欽州港大欖坪。已全线建成通车。

## 分段介紹

### 宾阳至六景段
起于横州市六景镇竹标村的六景西枢纽互通，经南宁市青秀区伶俐镇、宾阳县陈平镇、宾州镇，终于宾阳县田粮村附近。全长约45.623公里，采用双向四车道高速公路标准建设，设计速度120千米/小时。全线共设立特大桥1座、大中桥41座，隧道2座，互通立交3座，收费站2处，服务区2处。于2022年10月17日正式通车。

### 六景至钦州段
起于南宁市橫州市六景鎮竹標村，终于钦州市钦南区欽州港大欖坪，2009年10月开工，2013年4月9日通车。